# Berizkî-Berșadski, Berșad
Berizkî-Berșadski (în ucraineană Берізки-Бершадські) este un sat în comuna Djulînka din raionul Berșad, regiunea Vinnița, Ucraina.

## Demografie
Componența lingvistică a localității Berizkî-Berșadski
     Ucraineană (99,13%)
     Alte limbi (0,76%)
Conform recensământului din 2001, majoritatea populației localității Berizkî-Berșadski era vorbitoare de ucraineană (99,13%), existând în minoritate și vorbitori de alte limbi.